# بيلي سكوت (مغني)
بيلي سكوت (بالإنجليزية: Billy Scott) هو مغني ومغن مؤلف أمريكي، ولد في 5 أكتوبر 1942 في هنغتينغتون في الولايات المتحدة، وتوفي في 17 نوفمبر 2012 في تشارلوت في الولايات المتحدة.

## وصلات خارجية
- بيلي سكوت على موقع ميوزك برينز (الإنجليزية)
- بيلي سكوت على موقع ديسكوغز (الإنجليزية)